# Juan Diego Flórez
Pour les articles homonymes, voir Flórez.
Juan Diego Flórez, né le 13 janvier 1973 à Lima, est un ténor péruvien. Spécialisé dans le répertoire belcantiste, il est connu principalement pour ses interprétations des œuvres de Rossini, Bellini et Donizetti.

## Biographie et carrière

### Débuts
Juan Diego Florez Salom est le fils du musicien Rubén Flórez Pinedo, chanteur et guitariste de musique créole péruvienne. Sa mère, María Teresa Salom, est la sœur de Carlos Salom, membre d’un des groupes de musique expérimentale les plus connus au Pérou.
Il a commencé sa carrière comme chanteur de musique rock et pop, notamment des airs des Beatles et de Led Zeppelin. Sa mère tenait un pub où se produisaient des groupes. Il témoigne ainsi de cette époque : « Parfois je devais remplacer un chanteur tombé malade… Ce fut une bonne école, car il fallait se couler aussi bien dans le répertoire folklorique que dans celui d'Elvis Presley ». 
Il  intègre à l’âge de 17 ans le Conservatoire national de musique du Pérou en 1990. Il acquiert la maîtrise d'une voix lyrique au cours de ses études, accompagné du professeur Andrés Santa María. Il est parallèlement membre du Chœur national du Pérou, notamment en tant que soliste dans la Messe du Couronnement de Mozart et la Petite Messe solennelle de Gioachino Rossini.
Il rejoint entre 1993 et 1996 l’institut Curtis de Philadelphie (États-Unis). Il commence à chanter dans des représentations d’opéra : il interprète du Rossini, des opéras du bel Canto de Bellini et de Donizetti, répertoires pour lesquels il est connu aujourd’hui. Pendant ses années aux États-Unis, il prend également des cours avec Marilyn Horne à la Santa Barbara Academy Summer School de Californie. En 1994, le ténor péruvien Ernesto Palacio l’invite en Italie pour l’enregistrement de l’opéra de Vicente Martín y Soler Il tutore burlato. Ernesto Palacio devient peu après le professeur et mentor de Flórez.

### L'aventure du Festival de Pesaro
Mais c'est grâce au Rossini Opera Festival, à Pesaro, en 1996, qu'il commence vraiment sa carrière internationale. À 23 ans, alors qu'il est programmé dans le rôle secondaire d'Ernesto,  dans l'un des opéras donnés cet été-là à Pesaro, Ricciardo e Zoraide, le ténor principal de l'autre opéra, Matilde di Shabran, Bruce Ford est soudain indisponible pour raisons de santé. La direction du Festival a du mal à trouver un remplaçant pour ce rôle central d'un opéra rarement joué. Juan Diego Florez est finalement pressenti et accepte la proposition. Sa performance dans le rôle de Corradino, personnage principal de l’opéra, fait sensation et marque le début de son ascension. Il rappelle régulièrement cette opportunité qu'il a su saisir et qui l'a propulsé parmi les meilleurs belcantistes durant des années. Il a chanté à Pesaro 15 opéras et 11 concerts, en a inauguré la 25ème édition en 2020 à l'occasion d'un Gala Rossini et  en est devenu en 2021, le directeur artistique.
La même année 1996, il débute à la Scala de Milan, interprétant le rôle secondaire du chevalier danois dans Armide de Christoph Willibald Gluck. 
En 1997, il fait ses débuts au Royal Opera House de Londres en comte Potoski dans un Donizetti inconnu, Elisabetta. Puis il est remarqué dans l'Italienne à Alger à l'Opéra de Paris  et consacré lorsqu'il aborde  le comte d'Almaviva du Barbier de Séville au Metropolitan Opera de New York en 2000, rôle qu'il reprendra d'ailleurs très souvent, y compris au MET en 2007 aux côtés de Joyce Di Donato ou très récemment en 2022, à l'Opéra d'Etat de Vienne. Il se spécialise dès le début de sa carrière internationale, dans le bel canto avec la Sonnambula, Semiramide, la Dona Del Lago, l'Elixir d'amour
Lors d'un entretien accordé à ResMusica en 2002, il revendique sa prédilection pour ce répertoire, citant les rôles qu'il a déjà abordés : "Jusqu’à ce jour, j’ai vraiment chanté beaucoup de rôles. C’est La Sonnambula bellinienne que j’ai interprétée le plus, avec également Il Barbiere di Seviglia, L’Italiana in Algeri et Falstaff (au Châtelet, l’an passé). J’ai abordé aussi de Rossini : Semiramide, La Dona del Lago, Othello, la très rare Elisabetta … Et la Maria Stuarda de Donizetti…".
Et ce sont ces multiples rôles, auxquels s'ajouteront bientôt ceux du rôle-titre dans Le Comte Ory, ou Il viaggio a Reims, de la Cenerentola,  de La Fille du Régiment - où il se permettra d'offrir un "bis" sur le célèbre air de "Ah mes amis" et ses neuf contre-ut, au public de la Scala de Milan en 2007 - qui vont faire de Juan Diego Florez l'incontournable ténor du bel canto, durant une bonne décennie à l'Opéra de Paris, comme au Metropolitan Opera de New York, à la Scala de Milan et au Royal Opera House de Londres. Et ses "bis" octroyés dans la Fille du régiment deviennent une habitude, que ce soit à Paris Bastille, à Londres ROH dans la mise en scène de Laurent Pelly aux côtés de Natalie Dessay ou encore à New York, la répétition des contre-ut est de rigueur.

### Au-delà du répertoire du Bel Canto
Juan Diego Florez va élargir son répertoire à partir de 2008 en direction de rôles de bel canto plus lourds, mais aussi de certaines oeuvres de Verdi, du répertoire français, du répertoire mozartien, avec une prise de rôle en Duc de Mantoue dans Rigoletto à Dresde ou au théâtre municipal du Callao, chez lui au Pérou où il fait ses débuts. Il recherche désormais des rôles plus conséquents, s'essayant également au répertoire plus corsé du compositeur Donizetti comme Edgardo dans Lucia Di Lamermoor en 2015. Il interprète aussi Arnold aux côtés du Guillaume Tell de Nicola Alaimo au festival de Pesaro cette même année, Raoul de Nangis dans les Huguenots à Berlin en 2016, Alfredo dans la Traviata au Metropolitan Opera de New York en 2018 aux côtés de Diana Damrau, le rôle-titre des Contes d'Hoffmann en 2018 à l'Opéra Garnier de Monte Carlo où son "aisance dans la langue française" est soulignée. Il passe alors au répertoire plus typiquement lyrique de Jules Massenet avec un Des Grieux dans sa Manon, puis surtout avec Werther, qu'il chante d'abord en version concert à Paris au Théâtre des Champs Elysées en 2016 avant de se lancer sur la scène au Royal Opera House, puis à l'Opéra d'Etat de Vienne. Il aborde également Puccini avec Rodolfo dans la Bohème et retourne à Gluck avec Orphée et Eurydice à Londres, puis à Milan.
Il donne également, à ce moment de sa carrière, des récitals comprenant de nombreux airs des opéras de Mozart, illustrant le CD qu'il sort avec Sony Classical en septembre 2017 sans pour autant se lancer dans une carrière mozartienne.
Juan Diego Florez donne régulièrement sur les grandes scènes mondiales de nombreux concerts avec orchestre ou récitals piano que sa notoriété lui permet. Il offre en général l'étendue de son répertoire actuel, du bel canto à Mozart, en passant par Verdi, Puccini et l'opéra français.
Promoteur de la "Sinfonía por el Perú", ou "Transformer la vie par la musique", Juan Diego Florez multiple également les concerts sous l'égide de son généreux projet.
Il fonde son propre label de disques, Florez Records,  en juillet 2024, et sort un premier enregistrement en septembre 2024, Zarzuela, accompagné par l’Orchestre et le Chœur Sinfonía por el Perú Youth

### Des prestations et des enregistrements récompensés
L'enregistrement du volume 2 des cantates de Rossini par Riccardo Chailly, sorti chez Decca en 2001, est l'occasion de voir ses performances saluées. « Finalement, la consécration est pour Florez. Pesaro et l’Italie conquises, et Paris subjugué – de l’Italiana de Garnier au Falstaff du Châtelet en avril, le Péruvien arbore à vingt-sept ans un palmarès belcantiste impressionnant. »
Il signe un contrat avec Decca en 2001 et enregistre alors quatre CD en tant que soliste  : Rossini arias récompensé par le Cannes Classical Award en 2003, Una furtiva lágrima, honoré du Cannes Classical Award en 2004, Great Tenor Arias (2005) et Sentimiento Latino (2006), un récital qui comprend des classiques de la musique populaire latino-américaine.
Il participe également à de nombreux enregistrements de DVD sur les plus grandes scènes lyriques dans des titres où il paraît régulièrement.
Dans les années 2000, il est récompensé par le prix Abbiati 2000 (donné par les meilleurs critiques italiens de l’an), le Rossini d'oro, le Bellini d'oro, le Prix Aureliano Pertile, le prix Tamagno et le prix de l'Opera Award (Migliore Tenore) pour son rôle de 2001 dans La Sonnambula. 
Le 3 juin, le président du Pérou Alan García décerne l’Ordre El Sol du Pérou, le Degré de Grand-Croix à Juan Diego Flórez pour son exceptionnelle participation au monde lyrique. Il reçoit également la consécration en honneur des jeunes au Pérou qui luttent pour croire en eux-mêmes et atteindre leurs rêves.

En juin 2012, Flórez reçoit une nomination aux International Opera Awards. Le 16 novembre de la même année, il est nommé ambassadeur de Bonne Volonté de L’Éducation et les Arts par L’UNESCO, lors d’une cérémonie présidée par la directrice générale Irina Bokova.

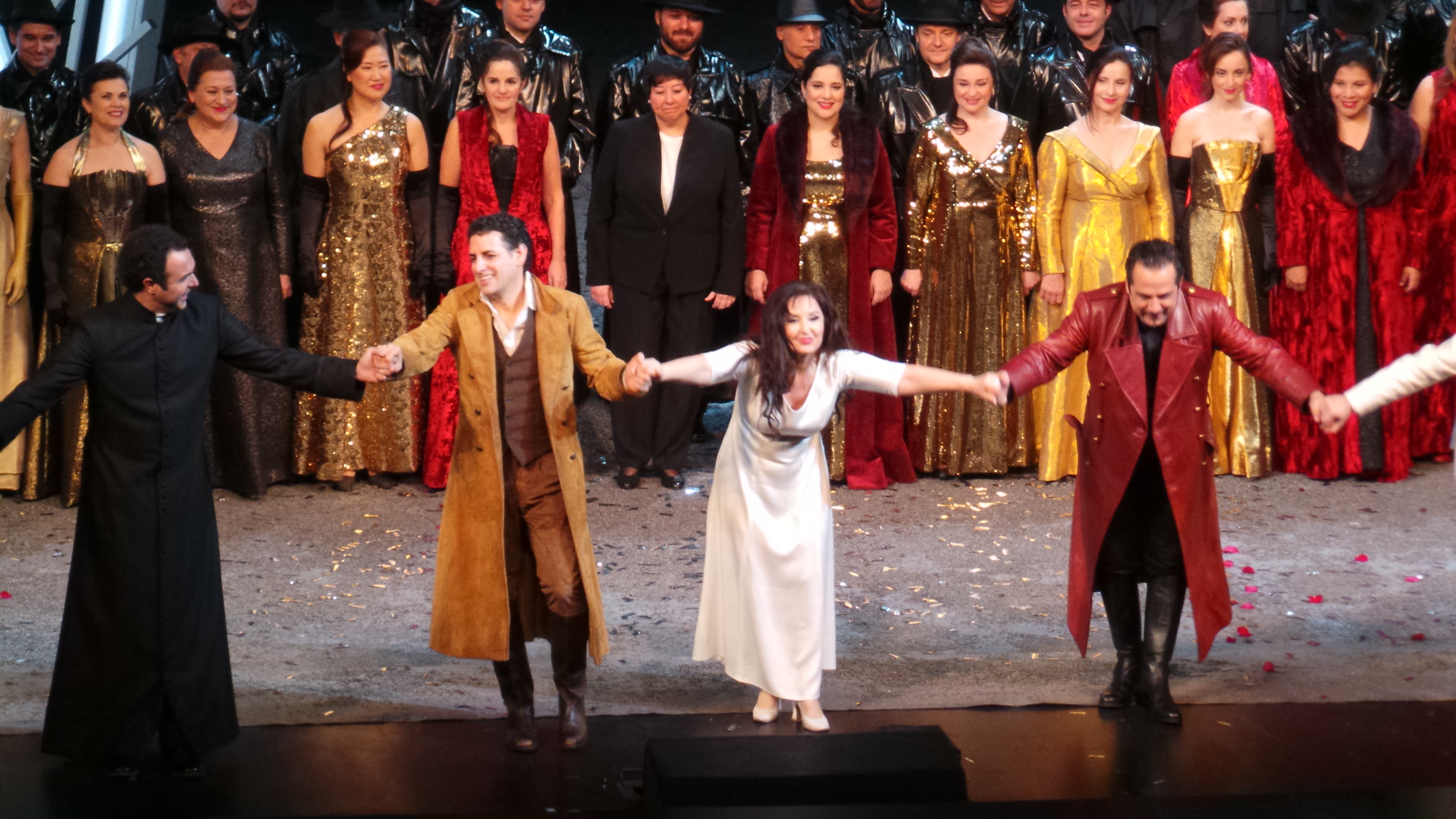
Simón Orfila, Juan Diego Flórez, Elena Mosuc et Marco Caria au Grand Théâtre du Lycée de Barcelone. Décembre 2015

Le 27 novembre 2012, il est nommé par l'Autriche Kammersänger (ex-« chanteur de la cour », distinction honorifique).
Le 21 janvier 2014, le Forum économique mondial (WEF) lui décerne le prix Cristal pour le travail qu’il réalise avec sa fondation Sinfonía por el Perú (créée par lui en 2011) afin de permettre aux plus humbles l’accès à l'éducation musicale.
En 2019, il chante accompagné du pianiste Vincenzo Scalera au théâtre Colón de Buenos Aires. Peu après, la fondation Konex d’Argentine l'honore du prix Konex Mercosur en tant que la personnalité la plus remarquable de la musique classique en Amérique latine. Ce prix est attribué une fois tous les dix ans.

### Vie privée
Le 5 avril 2008, il épouse l'Australienne Julia Trappe dans la cathédrale de Lima. Le cardinal Juan Luis Cipriani Thorne célèbre la cérémonie. Le ténor choisit personnellement la musique jouée lors de son mariage. Le morceau le plus acclamé est la Messe en ut majeur de Beethoven, interprété par lui-même dans la basilique cathédrale d’Ayacucho en 1993.
Le 9 avril 2011, Leandro, son premier fils, naît à New York, quelques minutes avant le début de la représentation diffusée en direct du Metropolitan du Comte Ory de Rossini, où Flórez chante le rôle principal.
Sa fille Lucia naît le 1er janvier 2014 à Pesaro en Italie.
Le soliste anime le moment où le prince Albert de Monaco et Charlene Wittstock signent leur acte de mariage à l'issue de la cérémonie religieuse le 2 juillet 2011 à Monaco.

## Discographie et vidéographie

### Opéras
- Alahor in Granata, Donizetti
- Matilde di Shabran, Rossini
- Le Comte Ory, Rossini
- La Cenerentola, Rossini, avec Sonia Ganassi, Bruno Praticò, Roberto de Candia et l'Orchestra del Teatro Comunale di Bologna, dirigé par Carlo Rizzi : enregistrement au Rossini Opera Festival en août 2000.
- la Fille du Régiment, Donizetti, mise en scène de Laurent Pelly, avec Natalie Dessay, 2007, Royal Opera House - Decca
- La Cenerentola, Rossini, avec Joyce Di Donato, 2009 - Decca
- La Sonnambula (Bellini, Nouvelle édition critique -2004- établie par Alessandro Roccatagliati et Luca Zoppelli). Cecilia Bartoli, Amina ; Juan Diego Flórez, Elvino ; Ildebrando D’Arcangelo, Il conte Rodolf ; Liliana Nikiteanu, Teresa ; Gemma Bertagnoli, Lisa ; Peter Kálmán, Alessio ; Javier Camarena, Un notaro. Orchestre La Scintilla, Chœur de l’Opéra de Zurich, direction : Alessandro De Marchi. 2CD Decca - 2007
- La Sonnambula, Bellini, avec Natalie Dessay, Metropolitan Opera, 2010 - Decca
- le Conte Ory
- Werther

### Récitals
- Besame Mucho, airs populaires latino-américains, CD Sony Classical, 2018
- « Mozart », Juan Diego Florez (ténor), Orchestra La Scintilla, Riccardo Minasi (direction). 1 CD Sony Classical.
- Italia, airs populaires napolitains, CD Decca 2015
- Bel canto spectacular - Œuvres de Gioacchino Rossini (1792-1868) ; Gaetano Donizetti (1797-1848) ; Vincenzo Bellini (1801-1835). Juan Diego Flórez, ténor ; Anna Netrebko, Patrizia Ciofi ; sopranos ; Daniela Barcellona, mezzo soprano ; Plácido Domingo, ténor ; Mariuz Kwiecien, bariton ; Chœur de la Generalitat Valenciana, chef de chœur : Francesc Perales ; Orchestre de la Communitat Valenciana ; direction : Daniel Oren. Un CD Decca - 2007
- Arias for Rubini. Extraits de Elisabetta, regina d’Inghilterra ; Il turco in Italia ; La donna del lago ; Guglielmo Tell de Gioacchino Rossini (1791-1868). Marino Faliero de Gaetano Donizetti (1797-1848). Il pirata ; Bianca e Fernando de Vincenzo Bellini (1801-1835). Juan Diego Flórez et Filippo Adami, ténors. Ugo Gagliardo, basse. Chœur et Orchestre de l’Accademia Nazionale di Santa Cecilia (chef de chœur : Filippo Maria Bressan), direction : Roberto Abbado. 1 CD Decca - 2006
- Sentimiento Latino. Pedro Elias Guttieres (1870-1954) Alma Llanera. José Alfredo Jiménez (1926-1973) Ella. Chabuca Granda (1920-1983) La Flor De La Canela, Fina Estampa, Bello Durmiente. Carlos Gardel (1890-1935) El Día Que Me Quieras. Agustin Lara (1900-1970) Granada. La Jarra De Oro(Trad. ). José Padilla (1889-1960) Princesita. Maria Grever (1884-1951) Júrame. Manuel Maria Ponce (1882-1948) Estrellita. Nœl Estrada (1918-1979) En Mi Viejo San Juan. Ernesto Lecuona (1895-1963) Siboney. Nino Menéndez (?) Aquellos Ojos Verdes. Chucho Monge (1910-1964) México Lindo. Juan Diego Florez, ténor ; Daniel Binelli, bandonéon ; David Galves, guitare ; Shields-Collins Bray, piano ; Mariachi de Oro avec Swang Li, Eugene Cherkasov, Xiao-Hua Sheng, Michael Shih, Adriana Voirin DeCosta (violons), Laura Bruton (alto), Karen Basrak (violoncelle), William Clay (contrebasse). Fort Worth Symphony Orchestra, Miguel Harth-Bedoya, direction. Enregistré entre 25 septembre 2004 et le 2 octobre 2004. Livret en anglais et espagnol. 1CD Decca
- Great Tenor Arias. Orchestra Sinfonica e Coro di Milano Giuseppe Verdi. Direction : Carlo Rizzi. Decca 475 550-2. Notice en anglais, français et allemand.  2004
- « Una furtiva lagrima » ~ Récital d’airs de Donizetti et Bellini. Gaetano Donizetti : Rita, L’elisir d’amore, Don Pasquale, Elisabetta, La Fille du Régiment ; Vincenzo Bellini : I Capuleti e i Montecchi, La Sonnambula, I Puritani. Nikola Mijailovic, Nicola Ulivieri, Ermonela Jaho ~ Orchestra Sinfonica e Coro di Milano Giuseppe Verdi. Riccardo Frizza (direction). Decca ~ Textes en français.
- Airs d’opéras de Gioachino Rossini : Sémiramis, Othello, Le Barbier de Séville, La Pie voleuse, L’Italienne à Alger, Zelmire, La Dame du lac, Cendrillon.  Juan Diego Flórez, ténor ; Orchestre Symphonique et Choeur « Giuseppe Verdi »de Milan ; direction : Riccardo Chailly. 1 CD Decca-Universal 2002

## Distinctions
- Prix Abbiati (2000, meilleur chanteur de l'an)
- Rossini ď'Or (2003, meilleur ténor)
- Tamagno Prize (2003)
- ĽIl opère (2003, meilleur ténor)
- Prix Classique cannoise (2004)
- Le Mandat du Soleil (2008)
- Je jette Klassik (2007, meilleure interprétation de l'an)[29]
- Je décerne un prix Opéra Actuel (2011, meilleur chanteur lyrique)[30]
- Ambassadeur de Bonne Volonté de l'UNESCO (2012)
- Kammersänger du Gouvernement de l'Autriche (2012)
- Crystal Award, World Economic Forum (2014)
- International Opera Award dans la catégorie « prix des lecteurs » (2017)[31].
- Prix Konex Mercosur (2019)